# ティアンナ・カイ
ティアンナ・カイ（Teanna Kai、1978年3月25日 - ）はアジア系アメリカ人のポルノ女優・アダルトモデル。

## 生い立ち
カイはインタビューにおいて矛盾する発言をしている。ある時にはハワイ人とフィリピン人のハーフでマニラで生まれ、1994年にアメリカに渡りカリフォルニア州ストックトンに居を定めたと語った。またある時にはベトナムで生まれたベトナム人であり、子供の時に両親と共にシンガポールに逃れたと主張した。一家はその後ミネソタ州に住み、更にカリフォルニア州へ転居したという。カイは「本当に厳しかった」両親と大家族の中で育ったと述べた。それにもかかわらず彼女はハイスクールのチアリーダーであった。

## アダルト業界
ティアンナ・カイはペントハウス誌2001年10月号のペントハウス・ペットである。
ポルノ映画で演じた最初のシーンは、エド・パワーズ (Ed Powers)、ドン・フェルナンド (Don Fernando) との絡みであった。しかし彼女は彼らと共演するよう圧力をかけられたのであり、自身はレズビアンシーンのみを演じたいと望んでいたと主張した。彼女はポルノ雑誌Foxes誌において「Kayla」名義で何回か男女のシーンの撮影をした。
レズビアンシーンのみを演じ続けた数年後、2006年から異性とのハードコアポルノ映画に出演し始め、現実のボーイフレンドとセックスシーンを演じている。
カイによれば厳格な両親はカイのポルノ女優としての経歴を知らないという。彼女は自身を両性愛者だと表している。

## 受賞
- 2004年 AVN Best All-Girl Sex Scene (Film) - 『Snakeskin』（ドルー・ベリモア (Dru Berrymore) と共に）[8]